# Бригадир (військове звання)

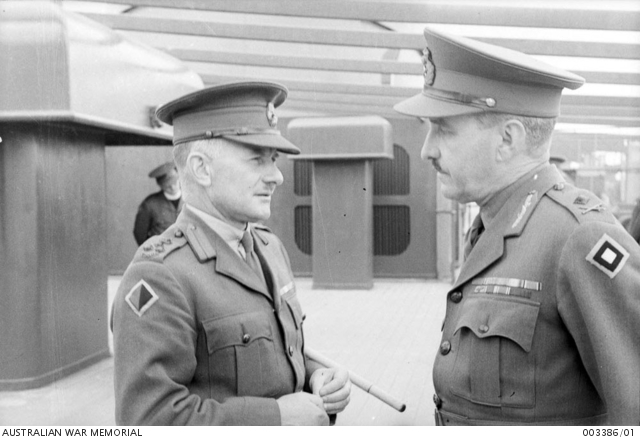
Бригадир Едвард Мілфорд з генерал-майором Джоном Лавараком, командуючим 7-ю австралійською дивізією, на борту військового корабля «Мавританія», 1940 рік.

Бригадир — військове звання у арміях деяких сучасних країн, таких як Австрія, Нова Зеландія, Норвегія, Пакистан, Словенія, Сполучене королівство тощо, де воно рівнозначне званню бригадного генерала, проте іноді, як наприклад, у збройних силах Хорватії або Австралії, бригадир це найвище офіцерське звання, яке вище від полковника і нижче за бригадного генерала.

## Узбройних силахсвіту

### Франція
У середньовіччі brigandarius означав начальника певної частини бродячих найманих дружин того часу (brigans, brigantini та ін.) Назву brigadier введено у Франції у XVII ст. Спочатку бригадами командували полковники і підполковники, командири старших полків бригад, залишаючись разом з тим і на своїй первісній посаді, але позаяк часто траплялося, що старшим полком командував молодший з полкових командирів, то в 1659 році, на пропозицію Анрі де Тюренна, почали призначати тільки на воєнний час начальниками бригад особливих штабних офіцерів з так званих maotres de camp. Звання бригадира на постійній основі запровадили в кавалерії з 1667 році, а в піхоті з 1668 році. Але оскільки у Франції слово brigadier мало безліч найрізноманітніших значень, то начальників бригад, для відмінності від інших, назвали brigadier des armées du roi. Від звання бригадира у Франції відмовилися в 1788 році. Під час Революції, на чолі бригад поставлені généraux de brigades. Надалі і дотепер у Франції бригадирами називалися унтер-офіцери кавалерії, що відповідають капралам у піхоті.

погон су-бригадира
погон бригадира
погон бригадир-шефа
погон бригадир-майора

### Російська імперія

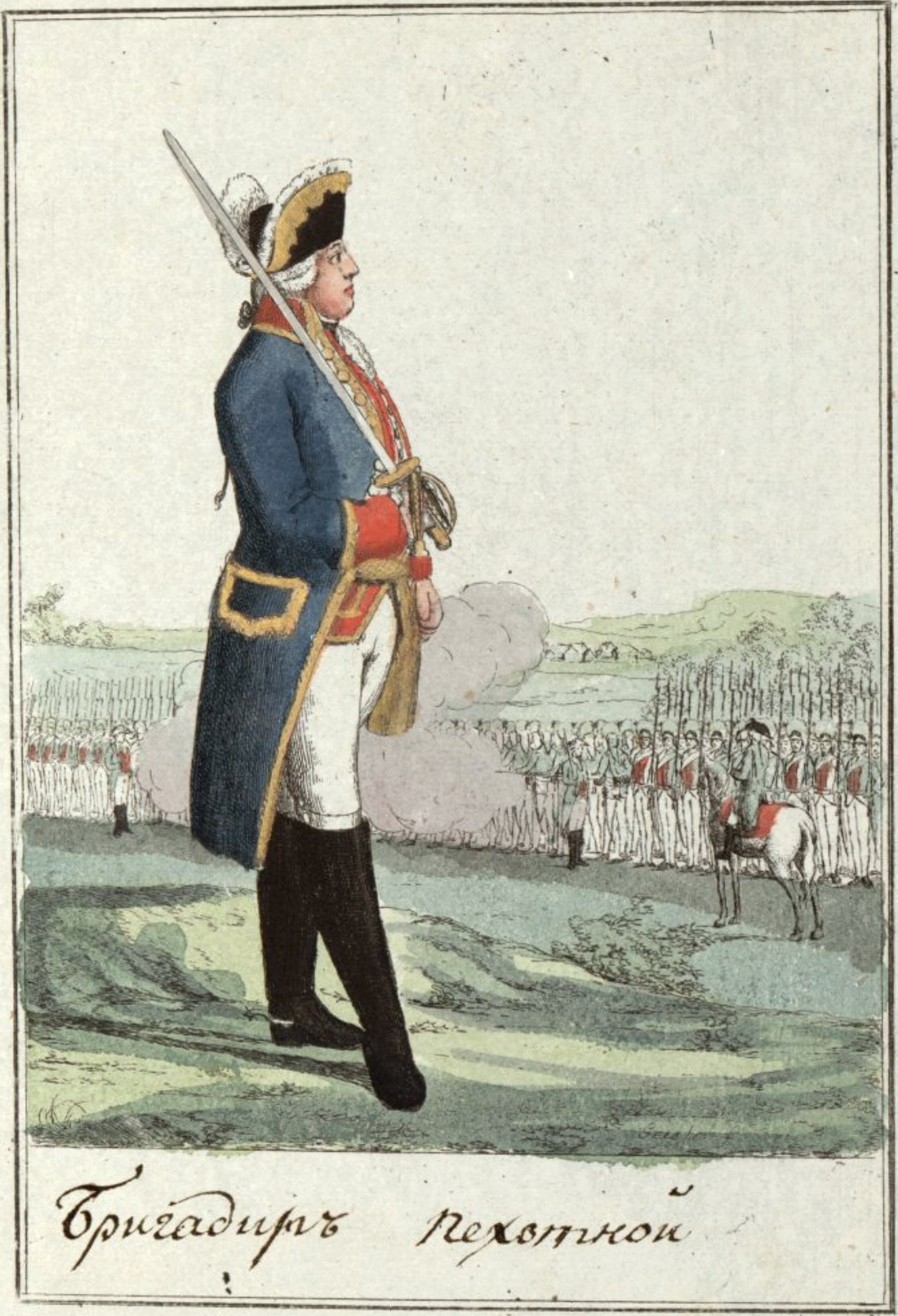
Піхотний бригадир Російської імперської армії, 1793 рік.

У царській Росії військовий чин був вищий за полковника і нижчий від генерал-майора існував у XVIII столітті. 
Вперше його було введено в російській армії Петром I в 1705 році. При оформленні Табелю про ранги в 1722 році, бригадирський чин увійшов до нього зайнявши місце в 5 класі. Відповідником цього чину на флоті був чин - капітан-командор, у цивільній службі — чин статського радника.
Чин бригадира було скасовано в 1796 році, під час реформ імператора Павла І.

### Велика Британія
В Британській армії бригадир — вище військове звання старшого офіцерського складу, яке вище за рангом від звання полковник, але нижче від генерал-майора. 
Звання було введене в 1928  році. Зазвичай командує бригадою, що складається з трьох батальйонів і нараховує в своєму складі близько 3000 військовослужбовців.
Знаками розрізнення бригадира є корона святого Едуарда, під якою трикутником, розверненим вістрям вгору, розташовані три чотирипроменеві зірки ордену Лазні. До 1920 року цьому званню відповідало звання бригадного генерала, вперше введене королем Яковом II  і узаконене в 1705 році при королеві Анні. З 1880 року це звання позначалося схрещеними шаблею і жезлом. У 1920 році звання бригадний генерал було скасовано, а замість нього введено звання полковника-коменданта (colonel-commandant) і штаб-полковника (colonel of the staff). Але вже в 1928 році обидва звання були скасовані, а замість них введено звання бригадир.

Погон бригадира Британської армії

### Британська співдружність
Крім Великої Британії, звання бригадира існує в державах Британської співдружності, в таких як Австралія, Індія, Пакистан та інші. 
Знаки розрізнення звання бригадир, здебільшого побудовані на знаках розрізнення бригадира Великої Британії. Основою рангу є три зірки: чотирипроменеві як в Великій Британії (Австралія, Нова Зеландія, Бангладеш, Пакистан), п’ятипроменеві (Індія), восьмипроменеві (Шрі Ланка). Вище зірок розташовується знак старших офіцерів: корона  як в Великій Британії (Австралія, Нова Зеландія, Йорданія), герб (Левова капітель Ашоки в Індії, латаття в Бангладеш).

Погон бригадира Австралійської армії.
Погон бригадира Новозеландської армії.
Погон бригадира Індійської армії.
Погон бригадира армії Шрі-Ланки.
Погон бригадира армії Бангладеш.
Погон бригадира армії Пакистану.
Погон бригадира армії Гаяни.
Погон бригадира Єгипетської армії.
Погон бригадира армії Йорданії.

### В інших державах
Крім Франції, Великої Британії та держав Британської співдружності, це звання присутнє ще в таких країнах, як Норвегія, Австрія, Хорватія та Словенія.
В  Збройних силах Хорватії  військове звання бригадира, вище за рангом від полковника та нижче від бригадного генерала. Звання відповідає званню полковника ЗСУ (OF5). До військових звань старшого офіцерського складу (OF3-OF5) відносяться звання – бригадир (полковник), полковник (підполковник), бойник (майор). 
Звання бригадира знову з'явилося в Хорватії після здобуття країною незалежності (1992). Знаки розрізнення бригадира в хорватській армії, виглядають як три чотирикінцеві зірочки (виконані у вигляді ажурного шиття) над двома смужками зі спірального шиття.

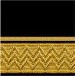
Фуражка бригадира Сухопутних сил Австрії
Погон бригадира Хорватської армії
Погон бригадира Збройних сил Норвегії
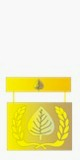
Погон бригадира Збройних сил Словенії